# 基隆街 (基隆郡)
基隆街為台灣日治時期中期（1903年至1924年間）存在之行政區，在1903年隸屬基隆廳，1909年隸屬臺北廳，1920年隸屬臺北州基隆郡，並在1924年10月升格為基隆市，成為台北州之州轄市，此後便維持此態直至日治時期結束為止。其轄屬範圍包含今基隆市的中山、中正、仁愛、信義、安樂的部分地區等5個區。

## 行政區劃
基隆街地區位在基隆堡，基隆廳在1903年11月1日實施街庄整併，將基隆港周邊的街庄合併為「基隆街」，其下設有的17個土名：罾仔藔、新店、後井仔、媽祖宮口、和興頭、崁仔頂、暗街仔、福德、玉田、新興、草店尾、石牌、義重橋、哨船頭、鼻仔頭街、二沙灣、三沙灣；此時的基隆街範圍僅有現在的部分仁愛區、中正區。
1920年10月1日，台灣的行政區劃改為州廳制，基隆街改隸臺北州基隆郡，將原本的基隆街改為大字「基隆」，並合併周邊的庄及島嶼，總共管轄20個大字：基隆、大沙灣、社寮、八斗子、深澳坑、田寮港、大水窟、石硬港、獅球嶺、蚵殼港、大武崙、大竿林、內木山、外木山、仙洞、牛稠港、基隆嶼、花瓶嶼、棉花嶼、彭佳嶼。
- 基隆大字下有「罾子寮」、「新店」、「後井子」、「媽祖宮口」、「和興頭」、「崁子頂」、「暗街子」、「福德」、「玉田」、「新興」、「草店尾」、「石牌」、「義重橋」、「哨船頭」、「鼻子頭」、「二沙灣」、「三沙灣」小字名
- 社寮大字下有「社寮島」、「八尺門」小字名
- 深澳坑大字下有「深澳坑」、「深澳坑口」、「槓子寮」小字名
- 八子大字下有「八斗子」、「沙子園」、「牛稠嶺」小字名
- 大武崙大字下有「內寮」、「外寮」小字名[2]

1924年12月25日，基隆街升格為基隆市。
| 1903年前                                 | 1903~1920 | 1903~1920      | 1920~1924 | 1920~1924 |
| 街庄                                     | 街庄      | 土名           | 街庄      | 大字      |
| ---------------------------------------- | --------- | -------------- | --------- | --------- |
| 罾仔藔街                                 | 基隆街    | 罾仔藔         | 基隆街    | 基隆      |
| 新店街                                   | 基隆街    | 新店           | 基隆街    | 基隆      |
| 後井仔街                                 | 基隆街    | 後井仔         | 基隆街    | 基隆      |
| 媽祖宮口街                               | 基隆街    | 媽祖宮口       | 基隆街    | 基隆      |
| 和興頭街                                 | 基隆街    | 和興頭         | 基隆街    | 基隆      |
| 崁仔頂街                                 | 基隆街    | 崁仔頂         | 基隆街    | 基隆      |
| 崁仔頂街                                 | 基隆街    | 暗街仔         | 基隆街    | 基隆      |
| 福德街                                   | 基隆街    | 福德           | 基隆街    | 基隆      |
| 玉田街                                   | 基隆街    | 玉田           | 基隆街    | 基隆      |
| 新興街                                   | 基隆街    | 新興           | 基隆街    | 基隆      |
| 草店尾街                                 | 基隆街    | 草店尾         | 基隆街    | 基隆      |
| 石牌街                                   | 基隆街    | 石牌           | 基隆街    | 基隆      |
| 義重橋街                                 | 基隆街    | 義重橋         | 基隆街    | 基隆      |
| 哨船頭街                                 | 基隆街    | 哨船頭         | 基隆街    | 基隆      |
| 鼻仔頭街                                 | 基隆街    | 鼻仔頭街       | 基隆街    | 基隆      |
| 三沙灣庄                                 | 基隆街    | 二沙灣         | 基隆街    | 基隆      |
| 三沙灣庄                                 | 基隆街    | 三沙灣         | 基隆街    | 基隆      |
| 仙洞庄、內外球庄                         | 仙洞庄    | -              | 基隆街    | 仙洞      |
| 牛稠港庄                                 | 牛稠港庄  | -              | 基隆街    | 牛稠港    |
| 石硬港庄、魴頂庄                         | 石硬港庄  | -              | 基隆街    | 石硬港    |
| 田藔港庄                                 | 田藔港庄  | -              | 基隆街    | 田寮港    |
| 大水窟庄                                 | 大水窟庄  | -              | 基隆街    | 大水窟    |
| 大沙灣庄                                 | 大沙灣庄  | -              | 基隆街    | 大沙灣    |
| 社藔庄、土地公澳庄的八尺門               | 社藔庄    | 社藔島、八尺門 | 基隆街    | 社寮      |
| 深澳坑庄                                 | 深澳坑庄  | 深澳坑         | 基隆街    | 深澳坑    |
| 深澳坑庄                                 | 深澳坑庄  | 深澳坑口       | 基隆街    | 深澳坑    |
| 槓仔藔庄                                 | 深澳坑庄  | 槓仔藔         | 基隆街    | 深澳坑    |
| 八斗仔庄                                 | 八斗仔庄  | 八斗仔         | 基隆街    | 八斗子    |
| 土地公澳庄的土地公澳、土地公澳庄的藍投郊 | 八斗仔庄  | 砂仔園         | 基隆街    | 八斗子    |
| 砂仔園庄的砂仔園、砂仔園庄的牛稠嶺       | 八斗仔庄  | 牛稠嶺         | 基隆街    | 八斗子    |
| 獅球嶺庄                                 | 獅球嶺庄  | -              | 基隆街    | 獅球嶺    |
| 大武崙庄、大武崙澳底庄                   | 大武崙庄  | 內藔、外藔     | 基隆街    | 大武崙    |
| 蚵殼港庄                                 | 蚵殼港庄  | -              | 基隆街    | 蚵殼港    |
| 內木山庄                                 | 內木山庄  | -              | 基隆街    | 內木山    |
| 外木山庄                                 | 外木山庄  | -              | 基隆街    | 外木山    |
| 大竿林庄                                 | 大竿林庄  | -              | 基隆街    | 大竿林    |
| 基隆嶼                                   | 基隆嶼    |                | 基隆街    | 基隆嶼    |
| 花瓶嶼                                   | 花瓶嶼    |                | 基隆街    | 花瓶嶼    |
| 棉花嶼                                   | 棉花嶼    |                | 基隆街    | 棉花嶼    |
| 彭佳嶼                                   | 彭佳嶼    |                | 基隆街    | 彭佳嶼    |